# Paapstil
Paapstil – wieś w Holandii, w prowincji Groningen, w gminie Eemsmond.